# ¿A qué estás esperando?
¿A qué estás esperando? és una sèrie de televisió espanyola de comèdia romàntica eròtica creada per Natalia Durán per a Antena 3 i Atresplayer, basada en les novel·les homònimes i Tampoco pido tanto de Megan Maxwell. És protagonitzada per Buendía Estudios Canarias, Diagonal TV i DeAPlaneta, i protagonitzada per Adriana Torrebejano, Rubén Cortada, Eva Ugarte i Francisco Ortiz. La seva estrena va ser el 20 d'octubre de 2024 a Atresplayer, seguida de la seva estrena a la televisió tradicional a Antena 3 prevista pel 8 de desembre.
La sèrie consta de 8 episodis d'uns 50 minuts de durada.

## Trama
Can (Rubén Cortada) i Daryl (Francisco Ortiz) són dos pilots aeris i íntims amics que descobreixen l'amor de maneres diferents. Can, d'ascendència turca i respectuós amb la voluntat d'un pare tradicional, assisteix mensualment a uns sopars en què presenten possibles candidates per casar-se. En una coneix Sonia (Adriana Torrebejano), una mare soltera que es presenta, sense avisar, al sopar que la seva mare ha organitzat perquè les altres dues germanes coneguin el ric hereu, i tots dos descobriran, sense saber-ho, que tenen molt en comú. Mentrestant, Daryl està disposat a renunciar a la seva solteria en enamorar-se de Carol (Eva Ugarte), una hostessa amb molta desimboltura que posarà la vida del revés, però les pors que tots dos arrosseguen i les seves diferències els obligaran a qüestionar-se els seus sentiments i a valorar si poden superar el que els separa.

## Repartiment

### Repartiment principal
- Adriana Torrebejano com a Sonia Beched
- Rubén Cortada com a Can Dogo
- Eva Ugarte com a Carol
- Francisco Ortiz com a Daryl

### Repartiment secundari
- Llum Barrera com a Albany, mare de Sonia
- Mariano Llorente
- Aria Bedmar com a Lidia
- Ramon Pujol com a Ginger
- Alba Planas com a Ruth
- Pastora Vega com a Mía
- María de Nati com a Raissa
- Ramón Langa com a Azya
- Antonia San Juan com a mare de Carol
- Noa Álvarez com a Ibiza
- Manu Baqueiro
- Anna Moliner
- Marta Zubiría com a Ana

## Capítols
| No. | Títol      | Direcció            | Guió          | Data d'estrena a Atresplayer | Data d'estrena a Antena 3 | Audiència |
| --- | ---------- | ------------------- | ------------- | ---------------------------- | ------------------------- | --------- |
| 1   | Capítulo 1 | David Martín-Porras | Natalia Durán | 20 octubre 2024              |                           |           |
| 2   | Capítulo 2 | David Martín-Porras | Natalia Durán | 27 octubre 2024              |                           |           |
| 3   | Capítolo 3 |                     |               | 3 novembre 2024              |                           |           |
| 4   |            |                     |               |                              |                           |           |
| 5   |            |                     |               |                              |                           |           |
| 6   |            |                     |               |                              |                           |           |
| 7   |            |                     |               |                              |                           |           |
| 8   |            |                     |               |                              |                           |           |